# Palacio de Rheinsberg
El palacio de Rheinsberg o castillo de Rheinsberg  (en alemán: Schloss Rheinsberg) es un palacio alemán que se encuentra en el municipio de Rheinsberg, a unos 100 kilómetros al noroeste de Berlín en el distrito brandeburgués de Prignitz Oriental-Ruppin. Fue la residencia de juventud de Federico el Grande.  
El complejo, en la orilla oriental del Grienericksee, es un clásico ejemplo del estilo arquitectónico llamado rococó federiciano y sirvió como base para el palacio de Sanssouci. 
En el palacio se organiza anualmente, desde 1991, un festival internacional de música clásica y ópera.

## Historia

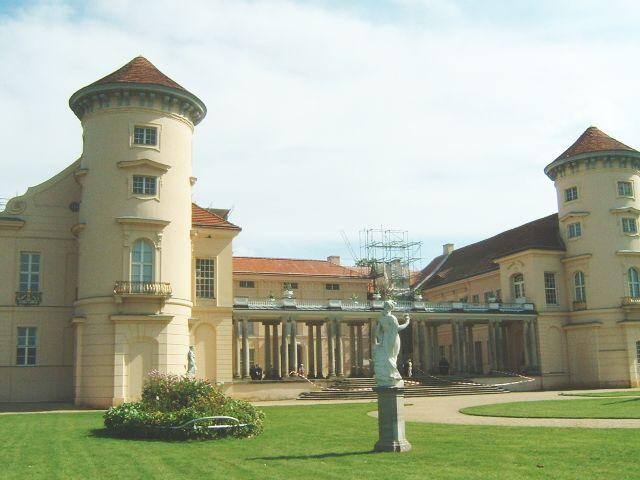
Ala principal.

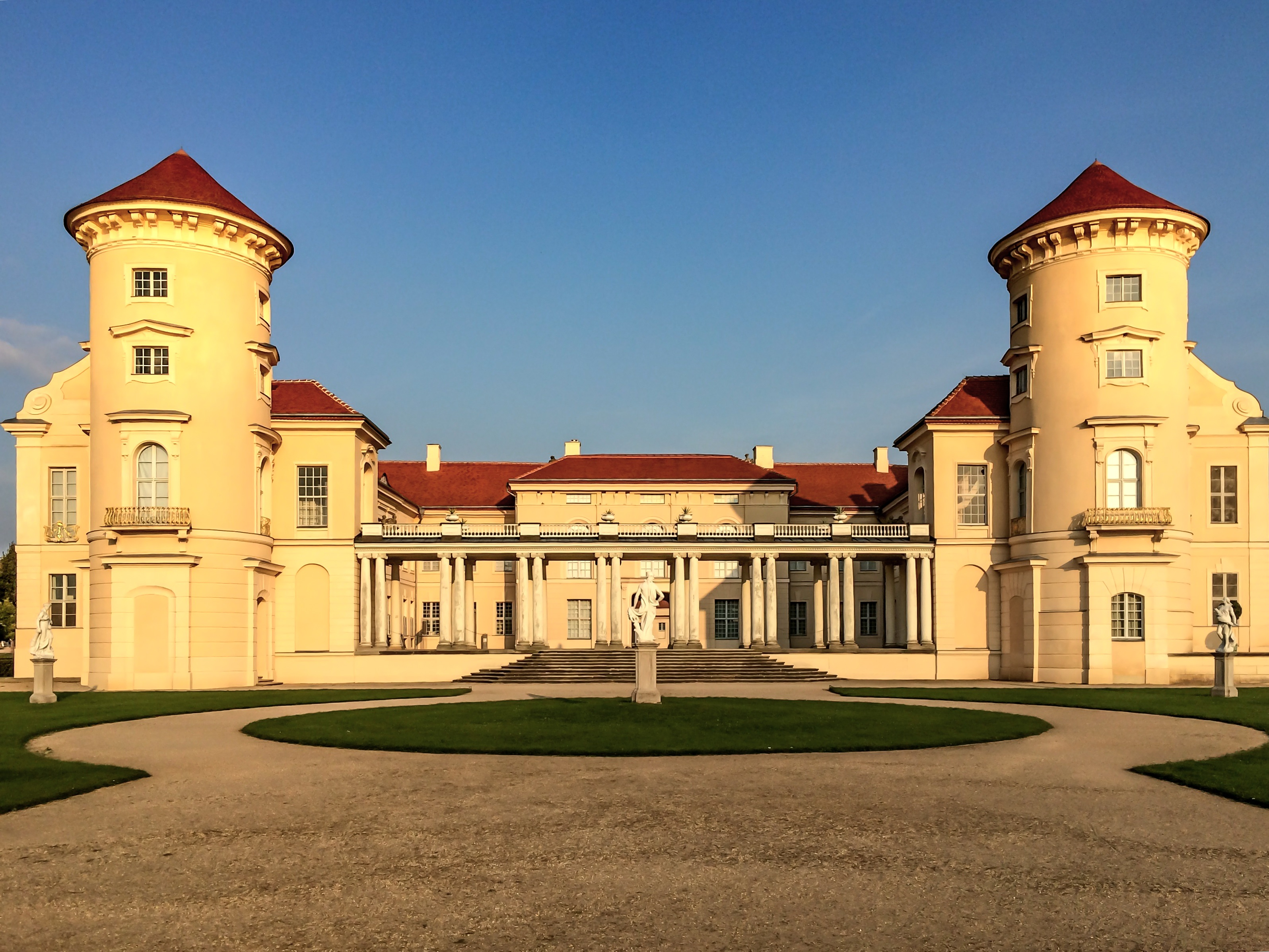
El Palacio de Rheinsberg (septiembre de 2014).

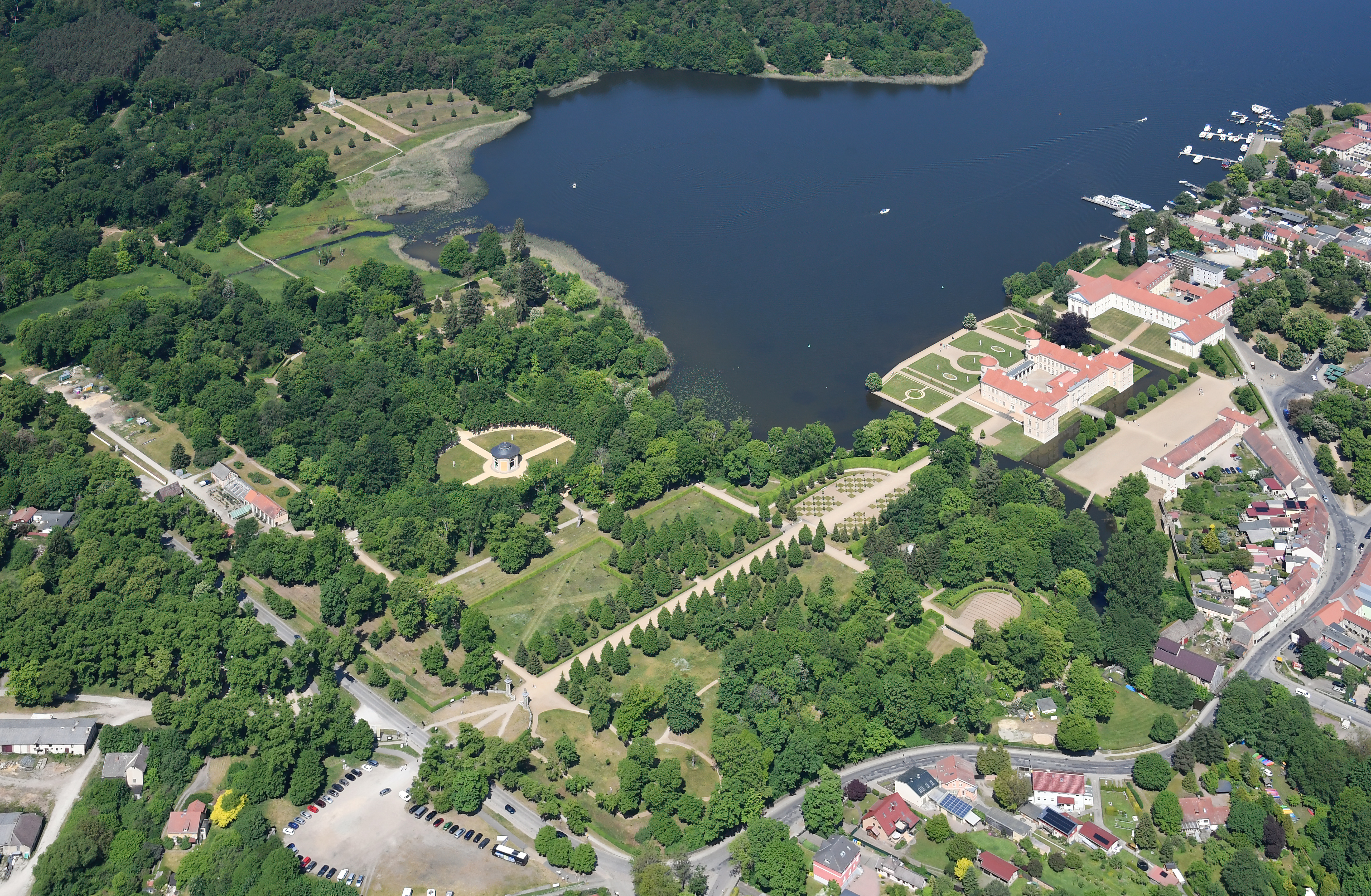
Vista aérea del palacio de Rheinsberg y sus jardines

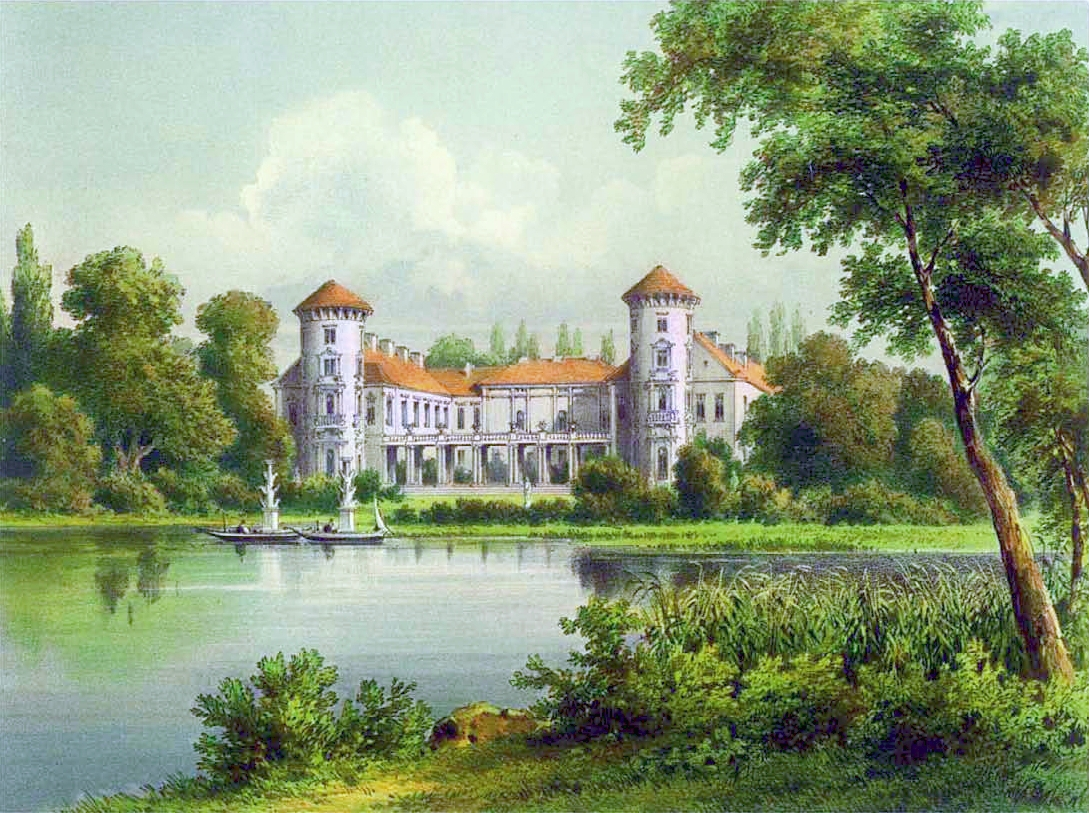
El Palacio de Rheinsberg en torno a 1860, colección de Alexander Duncker.

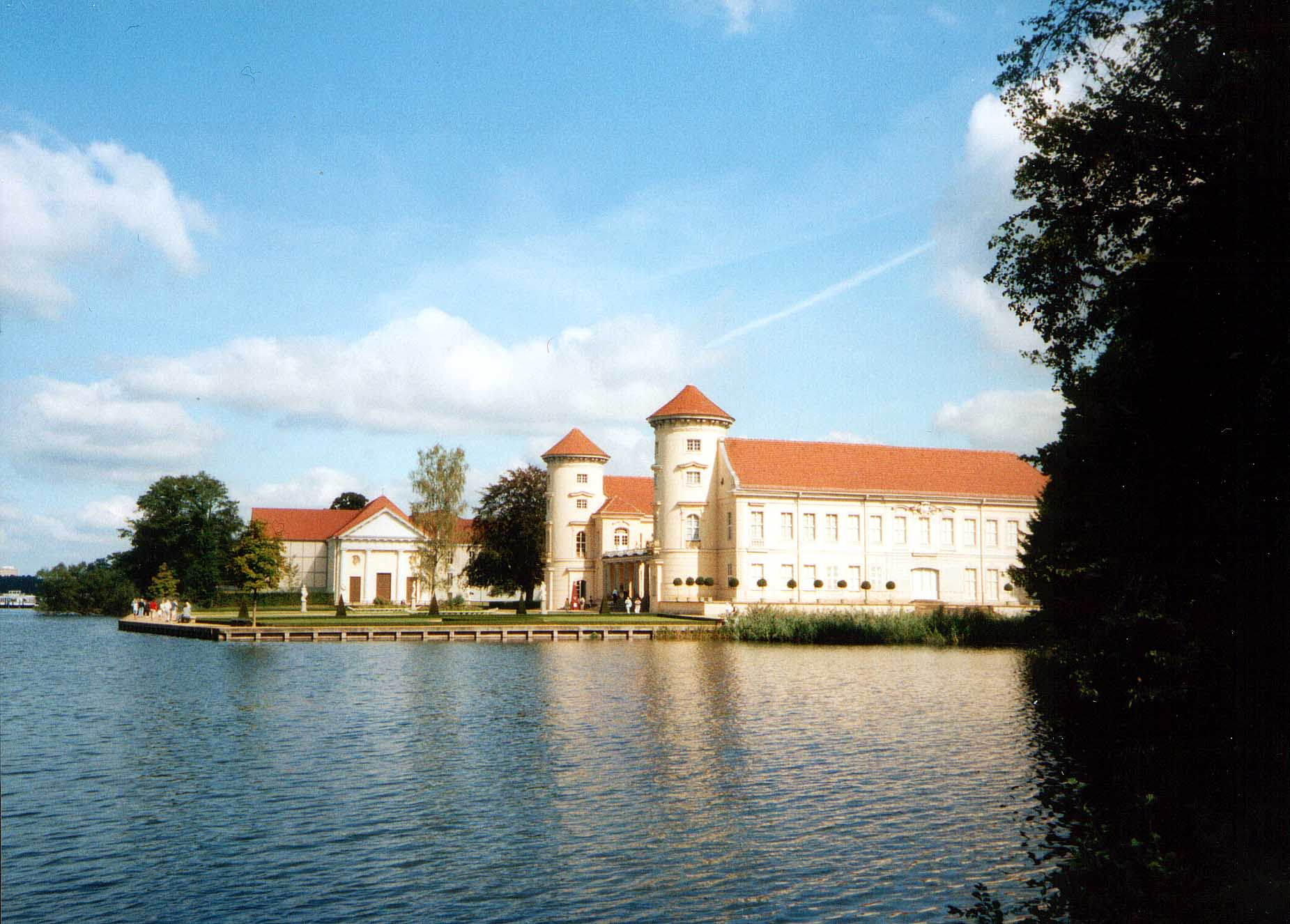
El Palacio de Rheinsberg en la actualidad.

En la Edad Media existía un castillo con foso de agua donde después se erigiría el palacio de Rheinsberg. La familia von Bredow había adquirido el señorío de Rheinsberg mediante matrimonio en 1464 con los von Platen y tenía un castillo con foso de agua en este lugar en 1566 de estilo renacentista. Sin embargo, fue gravemente dañado durante la Guerra de los Treinta Años y, en 1618, fue vendido a Kuno von Lochow. Cuando esta línea se extinguió, pasó a manos del príncipe-elector Federico Guillermo, quien lo regaló a su general, Franz du Hamel. Con el permiso del elector, este lo vendió, sin embargo, a Benjamin Chevenix de Beville, quien lo enajenó por 75.000 táleros al rey de Prusia Federico Guillermo I, quien a su vez lo cedió a su hijo, el príncipe heredero Federico, después rey Federico el Grande por su lealtad. En 1736 se trasladó con su esposa, la princesa Isabel Cristina al ala sur. En los años anteriores a 1740 Federico lo había ampliado y mejorado considerablemente mediante los arquitectos Johann Gottfried Kemmeter y Georg Wenzeslaus von Knobelsdorff, quien había aprendido su oficio de Kemmeter. Así, se añadió un piso superior al edificio de una sola planta original y el ala oriental se alargó en 25 metros.
Federico mismo siempre describió esos años en el palacio de Rheinsberg como los «más felices de su vida». Su estancia aquí finalizó en 1740 al ascender al trono.
Cuatro años más tarde, lo cedió a su hermano menor Enrique, quien se trasladó allí en 1752 con su esposa, la princesa Guillermina de Hesse-Kassel, donde vivieron hasta su muerte. El príncipe, amante del arte, continuó ampliando y embelleciendo el palacio y su parque adyacente. En 1786, Georg Friedrich von Boumann y Carl Gotthard Langhans completaron el palacio según sus planes originales. Langhans había permanecido en Rheinsberg durante unas pocas semanas en 1766 y había hecho planos para el príncipe Enrique, que fueron implementados en los años subsecuentes por su director de obras Carl Wilhelm Hennert. En 1785/86, Bouman construyó los dos pabellones que Langhans probablemente derribó. Enrique construyó, en vida, su propio mausoleo en el jardín en la forma de una pirámide truncada, donde sería enterrado a su muerte en 1802. Incluso él mismo escribió la inscripción en francés.
El palacio alcanzó fama literaria cuando fue descrito por Theodor Fontane en su libro Wanderungen durch die Mark Brandenburg (Paseos por la Marca de Brandeburgo) y por Kurt Tucholsky en su Rheinsberg. Ein Bilderbuch für Verliebte Rheinsberg. Un libro de imágenes para enamorados. Hasta su expropiación en 1945, el palacio de Rheinsberg fue propiedad de la Casa de Hohenzollern.
Durante los tiempos de la Alemania Oriental, el palacio albergó una clínica para diabéticos. En la actualidad el palacio y sus jardines pertenecen a la Fundación para Palacios y Jardines Prusianos de Berlín-Brandeburgo. Después de una extensa y prolongada restauración es ahora un museo y la sede del Museo de Literatura Kurt Tucholsky. Desde 1991, la Academia de Música Federal y del Estado ha sido acomodada en las antiguas caballerizas (Kavaliershaus) y gestiona el teatro del palacio. También desde 1991 el Festival Internacional de Ópera ha tenido lugar aquí (Heckentheater).